# Nadia Boulangerová

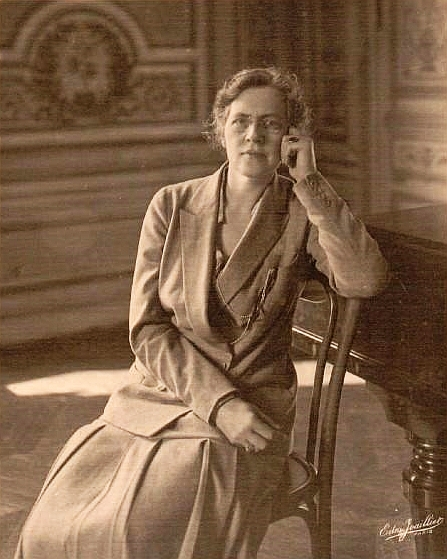
Nadia Boulangerová v roce 1925

Nadia Boulangerová (16. září 1887 – 22. října 1979) byla francouzská hudební skladatelka, pedagožka, dirigentka, pianistka a hudební vědkyně. 
Mezi její žáky mj. na pařížské konzervatoři patřili například Aaron Copland, John Eliot Gardiner, İdil Biret, Elliott Carter, Dinu Lipatti, Igor Markevitch, Quincy Jones, Virgil Thomson, David Diamond, Daniel Barenboim, Philip Glass a Ástor Piazzolla. Byla dirigentkou několika významných světových premiér, zejména Coplandových a Stravinského skladeb. Její otec byl Francouz, matka ruská šlechtična, její mladší sestrou byla hudební skladatelka Lili Boulangerová.